# کول ماین میسا (آریزونا)
کول ماین میسا (به انگلیسی: Coal Mine Mesa) یک منطقهٔ مسکونی در ایالات متحده آمریکا است که در آریزونا واقع شده‌است. کول ماین میسا ۱٬۸۷۳ متر بالاتر از سطح دریا واقع شده‌است.